# Michele Cerrati
Michele Cerrati (* 11. Mai 1884 in Alessandria, Italien; † 21. Februar 1925) war ein italienischer Geistlicher und römisch-katholischer Militärvikar von Italien.

## Leben
Michele Cerrati empfing am 22. Dezember 1907 das Sakrament der Priesterweihe.
Am 15. September 1920 ernannte ihn Papst Benedikt XV. zum Titularbischof von Lydda und zum Prälaten für die seelsorgliche Betreuung der italienischen Emigranten. Der Sekretär der Konsistorialkongregation, Gaetano Kardinal De Lai, spendete ihm am 3. Oktober desselben Jahres die Bischofsweihe; Mitkonsekratoren waren der Sekretär der Kongregation für Außerordentliche kirchliche Angelegenheiten, Kurienerzbischof Bonaventura Cerretti, und der Bischof von Triest und Capodistria, Angelo Bartolomasi.
Am 2. März 1923 bestellte ihn Papst Pius XI. zudem zum Militärvikar von Italien.